# Asticta lilacina
Asticta lilacina är en fjärilsart som beskrevs av Butler 1878. Asticta lilacina ingår i släktet Asticta och familjen nattflyn. Inga underarter finns listade i Catalogue of Life.